# Stërbeq
Stërbeq (albanska: Stërbeq med böjningsformen Stërbeqi) är en ort i Albanien.   Den ligger i prefekturen Qarku i Shkodrës, i den norra delen av landet, 100 km norr om huvudstaden Tirana. Stërbeq ligger 22 meter över havet och antalet invånare är 636.
Terrängen runt Stërbeq är platt åt sydväst, men åt nordost är den kuperad.  
Runt Stërbeq är det ganska tätbefolkat, med 96 invånare per kvadratkilometer.